# 다크스토커즈
《다크스토커즈》(Darkstalkers)는 캡콤이 제작한 2D 대전 격투 게임 시리즈이다. 고딕 호러 세계관을 무대로, 다양한 서양 신화의 괴물들이 플레이어 캐릭터로 등장하는 것이 특징이다. 일본판 제목은 《뱀파이어》(ヴァンパイア)이다.
캡콤의 아케이드 기판 CP 시스템 II의 성능을 적극적으로 활용하여 강렬한 색채와 역동적인 애니메이션을 선보여 당시로선 빼어난 시각적 효과를 선보여 화제를 불러일으켰으며, 게임플레이 면에서도 기존의 격투 게임보다 대전속도를 높여 공격적인 플레이를 선호하는 시스템을 도입했다. 이는 이후 캡콤이 개발한 《스트리트 파이터》와 《마블 vs. 캡콤》에도 영향을 미쳤다.
게임 이외에 《다크스토커즈》는 일본 OVA, 미국의 애니메이션 시리즈 등 영상매체로도 제작됐으며, 이외에 만화책, 사운드트랙 등도 발매됐다. 또한 이 게임 시리즈에 등장하는 모리건 앤슬랜드, 펠리시아 등 캐릭터도 타 게임 시리즈에 진출했다.

## 게임 시리즈 목록
- 《다크스토커즈: 더 나이트 워리어즈》 (1994)
- 《나이트 워리어즈: 다크스토커즈 리벤지》(1995)
- 《뱀파이어 세이비어》 (1997)

### 합본
- 《다크스토커즈 크로니클: 더 카오스 타워》 (2000)
- 《다크스토커즈 컬렉션》 (2005)
- 《다크스토커즈 레저렉션》 (2013)